# Pierre du Coq et la Poule
La Pierre du Coq et la Poule sont deux menhirs situés à Échemiré, dans le département français de Maine-et-Loire, dans les Pays de la Loire.

## Description
Les deux menhirs sont en grès. Le Coq est une dalle prismatique rectangulaire de 2 m de hauteur, légèrement penchée vers le sud. La pierre est percée obliquement dans sa partie supérieure d'un trou de 7 à 10 cm de large sur 1 m de profondeur, vraisemblablement d'origine naturelle. La Poule, plus petite (1,60 m de hauteur) est située à moins de 2 m du Coq.

## Protection
L'édifice a été classé au titre des monuments historiques en 1979.

## Folklore
Selon la tradition, « la Pierre du Coq tourne sur elle-même quand elle entend le coq chanter ».

## Alentours
Au sud des deux menhirs, couchée au sol, une troisième dalle (6 × 3 m), elle aussi en grès, a été reconnue comme un polissoir comportant une dizaine de rainures de polissage.